# Portret van een monnik
Portret van een monnik is een schilderij van een navolger van Hugo van der Goes uit circa 1480-1485.

## Toeschrijving
Nadat het schilderij, onder anderen door Friedländer in 1926, in verband werd gebracht met Hugo van der Goes, zijn er al vaak twijfels geuit over deze toeschrijving. Soms werd het in de kring van Rogier van der Weyden geplaatst, zoals door Erwin Panofsky. Het museum in New York heeft het op gezag van onder anderen conservator en kunsthistoricus Maryan Ainsworth lange tijd beschouwd als een origineel werk van Hugo van der Goes, maar later heeft ze haar mening herzien en sinds 2022 staat het in de online-catalogus vermeld als het werk van een "uitzonderlijke" schilder uit de omgeving van Hugo van der Goes, die ook de Maria met Kind en vier heiligen van The Phoebus Foundation zou hebben geschilderd, een ander werk waarover de meningen verschillen.

## Voorstelling
Het schilderij stelt een benedictijner monnik voor, maar de precieze betekenis en context is onduidelijk. Vroeger werd gedacht dat het een fragment was van een groter werk met meerdere figuren, maar technisch onderzoek heeft uitgewezen dat het paneel alleen aan onderkant enigszins is ingekort. Als het oorspronkelijk de rechterhelft van een devotioneel diptiek was, zoals het Portret van een biddende man met Johannes de Doper, is het echter vreemd dat hij peinzend zijn blik naar beneden richt en niet in aanbidding naar de Madonna met Kind kijkt. Het werk is daarom wel geïnterpreteerd als een fictief portret van Benedictus of het portret van een monnik in de rol van een benedictijnse heilige. Een andere mogelijkheid is dat het een studie is voor een altaarstuk, waarvoor een kloosterling geposeerd heeft.

## Herkomst
Het schilderij was tot 26 februari 1813 in bezit van Farr, toen het bij Christie's in Londen werd geveild als een Jan van Eyck. Latere eigenaren waren Bulver in Londen (1914) en John Linnell in Londen, waarna het in 1918 via Christie's (15 maart, als een Rogier van der Weyden) en Leggatt – beiden in Londen – werd gekocht door Michael Dreicer in New York, die het in 1921 naliet aan het Metropolitan Museum of Art in New York.